# 土地堂站
土地堂站是一个京广铁路上的铁路车站，位于湖北省武汉市江夏区乌龙泉街道土地堂社区，建于1917年，目前为四等站，邮政编码为430215。目前客运：办理旅客乘降；行李、包裹托运；货运：办理整车货物发到。
车站于2019年11月15日撤销。